# Daubeuf-la-Campagne
Daubeuf-la-Campagne é uma comuna francesa na região administrativa da Normandia, no departamento de Eure. Estende-se por uma área de 6,43 km². Em 2010 a comuna tinha 240 habitantes (densidade: 37,3 hab./km²).